# برانزویک (اوهایو)
برانزویک(به انگلیسی: Brunswick) شهری در ایالت اوهایو کشور ایالات متحده آمریکا است که جمعیت آن در سرشماری سال ۲۰۱۰ میلادی، ۳۴٬۲۵۵ نفر بوده‌است.